# アストラポテリウム
アストラポテリウム（Astrapotherium）は、絶滅した雷獣目の属の1つであり、中新世前期の南アメリカに生息していた。
頭骨には鼻腔に位置するところに穴が開いており、現生のゾウないしバクのような筋肉組織でできた鼻と上唇が融合した組織があった可能性がある。そのほか発達した犬歯があり沼地での採食や仲間との闘争に使われた可能性も指摘されている。
大きいものでは体重1600-3500 kgにも到達したと推測される大型動物であった。

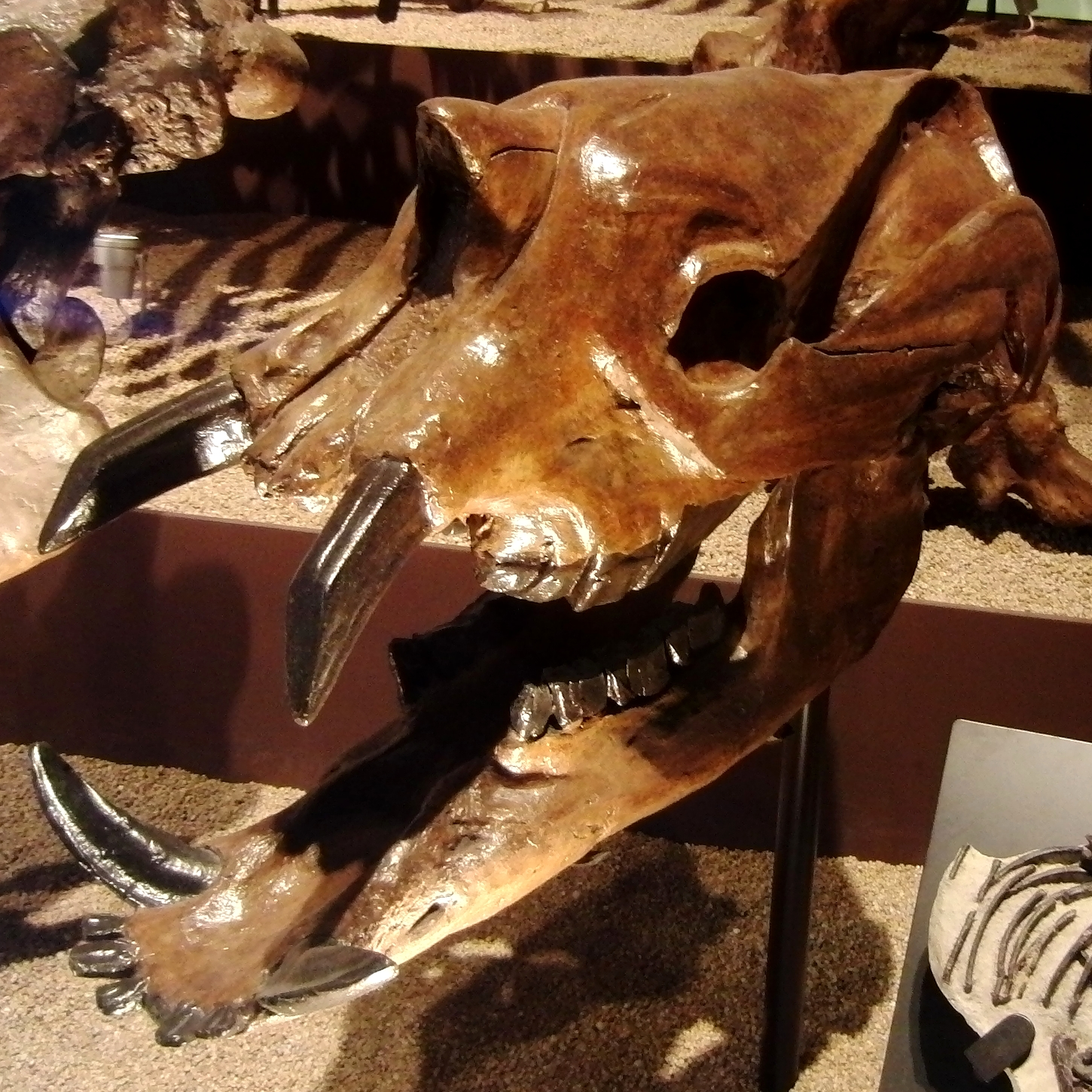
国立科学博物館に所蔵されている頭骨